# Rimma Uliskina
Rimma Uliskina (née Parkomenko le 6 avril 1935) est une athlète soviétique spécialiste du sprint. Elle remporte le titre de championne d'Europe sur 4 × 100 m avec Vera Krepkina, Mariya Itkina et Irina Turova.

## Biographie

### Palmarès
| Date | Compétition           | Lieu  | Résultat | Épreuve    | Performance |
| ---- | --------------------- | ----- | -------- | ---------- | ----------- |
| 1954 | Championnats d'Europe | Berne | 5e       | 200 mètres | 24 s 7      |
| 1954 | Championnats d'Europe | Berne | 1re      | 4 × 100 m  | 45 s 8      |

### Records
| Épreuve    | Performance | Lieu     | Date            |
| ---------- | ----------- | -------- | --------------- |
| 100 mètres | 11 s 7      | Minsk    | 10 août 1958    |
| 200 mètres | 24 s 4      |          | 24 octobre 1954 |
| 400 mètres | 55 s 5      | Naltchik | 11 mai 1958     |